# Längentreue Abbildung
Eine längentreue Abbildung ist ein Objekt aus der Mathematik. Sie ist eine Abbildung zwischen zwei Flächen, die den Abstand zweier Punkte {\displaystyle P} und {\displaystyle Q} stets mit dem Abstand der zugehörigen Bildpunkte {\displaystyle P'} und {\displaystyle Q'} unverändert lässt.
Beispiele für längentreue Abbildungen sind Achsenspiegelungen, Punktspiegelungen, Verschiebungen und Drehungen. Dagegen sind zentrische Streckungen im Allgemeinen nicht längentreu.
Besondere Bedeutung hat der Begriff für den Kartennetzentwurf (auch Kartenprojektion) innerhalb der Kartografie. Er sagt aus, dass der Abstand in ausgewählten Richtungen bei der Projektion auf einen Hilfskörper (bis auf einen festen, für alle abgebildeten Gebiete der Kugel gültigen Maßstabsfaktor {\displaystyle m}) erhalten bleibt. Eine generell längentreue Abbildung einer Kugel auf eine Ebene ist unmöglich.